# Jackie Wilson Said (I'm in Heaven When You Smile)
Jackie Wilson Said (I'm in Heaven When You Smile) è un singolo del cantautore nordirlandese Van Morrison, pubblicato nel 1972 ed estratto dal suo sesto album in studio Saint Dominic's Preview.
La canzone è ispirata al cantante soul statunitense Jackie Wilson e il suo brano del 1957 Reet Petite è direttamente citato.

## Tracce
- 7"

1. Jackie Wilson Said (I'm in Heaven When You Smile)
2. You've Got the Power

## Formazione
- Van Morrison – voce, chitarra
- Bill Church – basso
- Rolf "Boots" Houston – sassofono tenore
- Doug Messenger – chitarra elettrica
- Mark Naftalin – piano
- Rick Shlosser – batteria
- Jack Schroer – sassofono alto, sassofono baritono

## Cover
- Nel 1982 il gruppo britannico Dexys Midnight Runners & The Emerald Express ha pubblicato la cover della canzone in versione new wave; brano che è incluso nell'album Too-Rye-Ay.